# Susan Cabot
Susan Cabot, pseudonimo di Harriet Shapiro (Boston, 9 luglio 1927 – Encino, 10 dicembre 1986), è stata un'attrice statunitense.

## Biografia
Nata da una famiglia ebrea russa a Boston, nel Massachusetts, Cabot crebbe passando da una famiglia adottiva all'altra. Trovò un impiego come illustratrice a New York e nel contempo lavorò come cantante e attrice teatrale. Il suo debutto cinematografico risale al 1947 con un piccolo ruolo nel noir Il bacio della morte, le cui riprese si svolsero a New York. Notata da un talent scout di Hollywood, si trasferì in California per lavorare per la Columbia Pictures. Dopo un breve periodo passò alla Universal Studios, firmando un contratto in esclusiva e iniziando a comparire in pellicole di genere western, quali Tomahawk - Scure di guerra (1951), Kociss, l'eroe indiano (1952) e Il dominatore del Texas (1953). Insoddisfatta dei ruoli ricoperti, risolse il contratto e tornò a New York, dove riprese la sua carriera teatrale, interpretando - fra le altre - la pièce A Stone for Danny Fisher. Fu invitata a tornare a Hollywood e apparve in altri film, tra cui Carnevale rock (1957), La ragazza del gruppo (1957), La leggenda vichinga (1957), La legge del mitra (1958) e La donna vespa (1959), tutti diretti da Roger Corman.
Negli ultimi anni della sua vita, Cabot soffrì di depressione, attacchi di panico e manie suicide. Pur supportata da psicologi, si rese sempre più incapace di prendersi cura di se stessa e visse in condizioni di progressivo degrado. Nelle settimane immediatamente precedenti la morte, la sua salute mentale peggiorò significativamente. Il 10 dicembre 1986, a 59 anni, suo figlio Timothy la picchiò a morte nella sua casa di Encino, in California, con una barra per sollevamento pesi. Il giovane fu accusato di omicidio di secondo grado; al processo dichiarò di essere stato aggredito dalla madre e di essersi difeso con violenza, attribuendo la propria reazione aggressiva ai farmaci che assumeva per contrastare il nanismo e i disturbi della ghiandola pituitaria. Alla fine del processo, il 28 novembre 1989 venne esclusa la premeditazione e Timothy fu condannato a tre anni di libertà vigilata per omicidio colposo volontario. Morì nel 2003, all'età di 38 anni.

### Vita privata
Dopo un primo matrimonio (1944-1951) con Martin Sacker, per alcuni anni Cabot fu sentimentalmente legata al re Hussein di Giordania. Nel 1964 ebbe il suo unico figlio, Timothy Scott, un ragazzo afflitto da nanismo e da vari problemi psicologici. Nel 1968 Cabot sposò il suo secondo marito, Michael Roman, con il quale allevò Timothy, prima di divorziare nuovamente nel 1983.

## Filmografia

### Cinema
- Il bacio della morte (Kiss of Death), regia di Henry Hathaway (1947)
- On the Isle of Samoa, regia di William Berke (1950)
- La città è salva (The Enforcer), regia di Bretaigne Windust (1951)
- Tomahawk - Scure di guerra (Tomahawk), regia di George Sherman (1951)
- Il principe ladro (The Prince Was a Thief), regia di Rudolph Maté (1951)
- Jeff, lo sceicco ribelle (Flame of Araby), regia di Charles Lamont (1951)
- Kociss, l'eroe indiano (The Battle at Apache Pass), regia di George Sherman (1952)
- Duello al Rio d'argento (The Duel at Silver Creek), regia di Don Siegel (1952)
- Il figlio di Alì Babà (Son of Ali Baba), regia di Kurt Neumann (1952)
- Il dominatore del Texas (Gunsmoke), regia di Nathan Juran (1953)
- La mano vendicatrice (Ride Clear of Diablo), regia di Jesse Hibbs (1954)
- La ragazza del gruppo (Sorority Girl), regia di Roger Corman (1957)
- La leggenda vichinga (The Saga of the Viking Women and Their Voyage to the Waters of the Great Sea Serpent), regia di Roger Corman (1957)
- Carnevale rock (Carnival Rock), regia di Roger Corman (1957)
- La legge del mitra (Machine-Gun Kelly), regia di Roger Corman (1958)
- Il forte del massacro (Fort Massacre), regia di Joseph M. Newman (1958)
- Guerra dei satelliti (War of the Satellites), regia di Roger Corman (1958)
- Tre anni di inferno (Surrender - Hell!), regia di John Barnwell (1959)
- La donna vespa (The Wasp Woman), regia di Roger Corman (1959)

### Televisione
- Kraft Television Theatre - serie TV, 1 episodio (1957)
- Have Gun - Will Travel - serie TV, 2 episodi (1958-1959)
- Bracken's World - serie TV, 1 episodio (1970)

## Doppiatrici italiane
- Renata Marini in Duello al Rio d'argento, La mano vendicatrice
- Micaela Giustiniani in Kociss, l’eroe indiano
- Dhia Cristiani in Il figlio di Alì Babà
- Flaminia Jandolo in Il forte del massacro
- Rosetta Calavetta in La legge del mitra